# تشيلسي غرايمز
تشيلسي غرايمز (بالإنجليزية: Chelcee Grimes) هي مغنية وكاتبة أغاني بريطانية من نيثيرلي، ليفربول، ميرسيسايد. وأيضًا لاعبة كرة قدم تلعب حاليًا مع نادي فولهام للسيدات.

## روابط خارجية
- تشيلسي غرايمز على موقع IMDb (الإنجليزية)
- تشيلسي غرايمز على موقع ميوزك برينز (الإنجليزية)
- تشيلسي غرايمز على موقع أول ميوزيك (الإنجليزية)
- تشيلسي غرايمز على موقع ديسكوغز (الإنجليزية)
- تشيلسي غرايمز على موقع قاعدة بيانات الفيلم (الإنجليزية)